# American Vandal
American Vandal is een Amerikaanse televisieserie in mockumentary-stijl. De serie werd bedacht door Dan Perrault en Tony Yacenda en is een parodie op true crime-documentaires als Making a Murderer, Serial en The Jinx.
Het eerste seizoen van acht afleveringen werd op 15 september 2017 op Netflix geplaatst en door recensenten goed ontvangen. In oktober 2017 werd een tweede seizoen aangekondigd, dat op 14 september 2018 in première ging.

## Seizoen 1

### Plot
Op een highschool in Californië worden op 27 auto's van leraren met een spuitbus fallussen getekend. Vierdejaars Dylan Maxwell (Jimmy Tatro) staat bekend als de clown van de klas en wordt al snel van het vandalisme verdacht en door de directie van school gestuurd. Tweedejaars Peter Maldonado (Tyler Alvarez) en zijn vriend Sam Ecklund (Griffin Gluck) starten een onderzoek naar de vraag of het wel echt Dylan was die de graffiti gespoten heeft.

### Rolverdeling
| Acteur            | Personage            |
| ----------------- | -------------------- |
| Tyler Alvarez     | Peter Maldonado      |
| Griffin Gluck     | Sam Ecklund          |
| Jimmy Tatro       | Dylan Maxwell        |
| Camille Hyde      | Gabi Granger         |
| Eduardo Franco    | Spencer Diaz         |
| Lukas Gage        | Brandon Galloway     |
| Jessica Juarez    | Brianna "Ganj" Gagne |
| Lou Wilson        | Lucas Wiley          |
| Camille Ramsey    | Mackenzie Wagner     |
| Calum Worthy      | Alex Trimboli        |
| G. Hannelius      | Christa Carlyle      |
| Saxon Sharbino    | Sara Pearson         |
| Gabriela Fresquez | Sophia Gutierrez     |

### Afleveringen
Alle afleveringen werden op 15 september 2017 op Netflix geplaatst.
1. "Hard Facts: Vandalism and Vulgarity"
2. "A Limp Alibi"
3. "Nailed"
4. "Growing Suspicion"
5. "Premature Theories"
6. "Gag Order"
7. "Climax"
8. "Clean Up"

### Ontvangst
American Vandal werd door recensenten en de media positief ontvangen, waarbij de serie geprezen werd om het daadwerkelijk interessante mysterie en de grappige manier waarop true crime documentaires geparodieerd werden. Ook waren recensenten te spreken over de realistische manier waarop een Amerikaanse highschool en haar leerlingen worden neergezet. Op Rotten Tomatoes heeft de serie een score van 98% op basis van 45 recensies, met een gemiddelde beoordeling van 8,14/10. Op Metacritic scoort de serie een 75.

## Seizoen 2

### Plot
Peter en Sam worden gevraagd onderzoek te doen naar een katholieke privéschool, waar iemand die zichzelf "The Turd Burglar" noemt laxeermiddel in de limonade van de schoolkantine heeft gedaan.

### Afleveringen
Alle afleveringen gingen op 14 september 2018 in première op Netflix.
1. "The Brownout"
2. "#2"
3. "Leaving a Mark"
4. "Sh*t Talk"
5. "Wiped Clean"
6. "All Backed Up"
7. "Sh*t Storm"
8. "The Dump"